# Régiment de Provence (1785)
Pour les articles homonymes, voir Régiment de Provence.
Le régiment de Provence est un régiment d’infanterie du royaume de France créé en 1776 sous le nom de régiment de Blaisois puis renommé en 1785 sous le nom de régiment de Provence

## Création et différentes dénominations
- 1776 : création du régiment de Blaisois à partir de 2 bataillons du régiment de Piémont
- 1785 : renommé régiment de Provence
- 1791 : renommé 4e régiment d’infanterie de ligne
- 5 octobre 1796 : réformé, son 1er bataillon et le dépôt de son 2e bataillon étant incorporés à la 52e demi-brigade d’infanterie de ligne lors de la formation de la demi-brigade

## Équipement

### Drapeaux

Drapeaux d’ordonnance
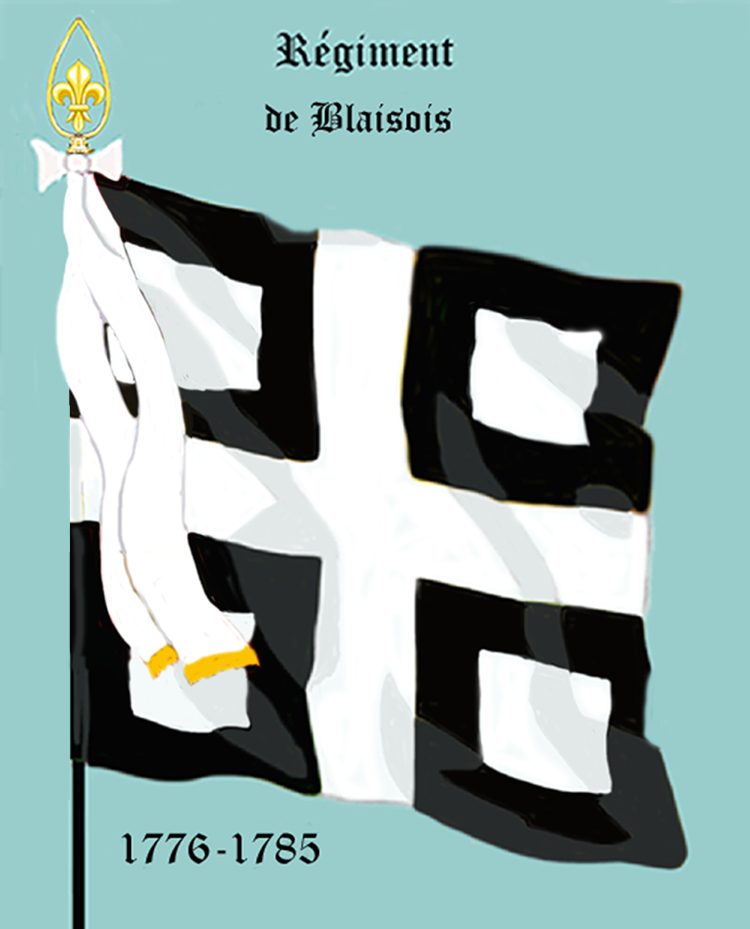
Drapeau du régiment de Blaisois de 1776 à 1785
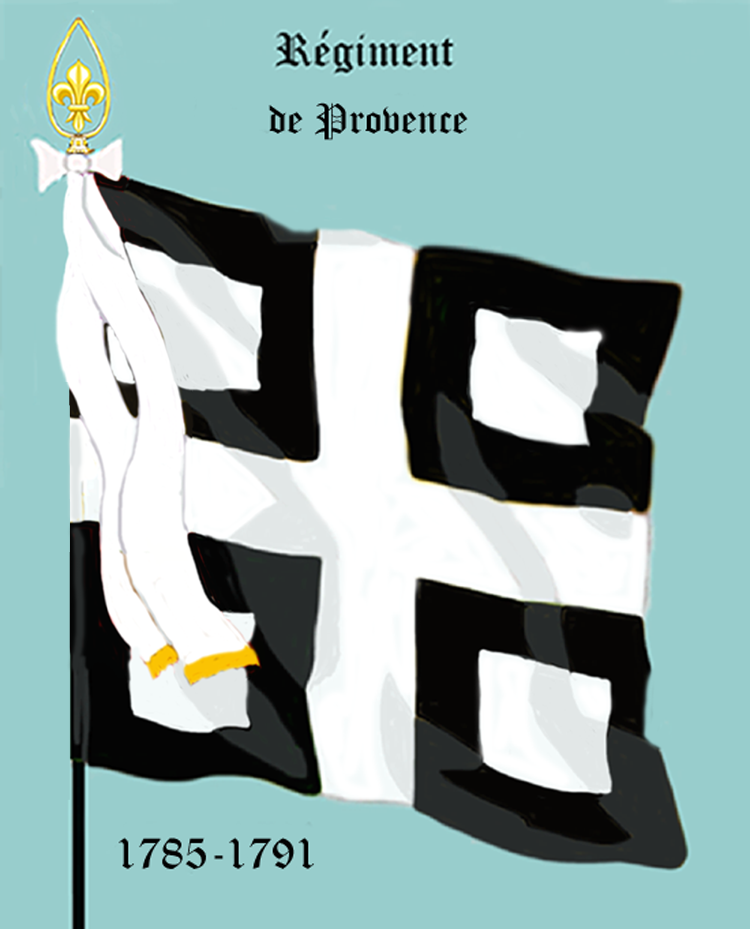
Régiment de Provence de 1785 à 1791

### Habillement

uniformes
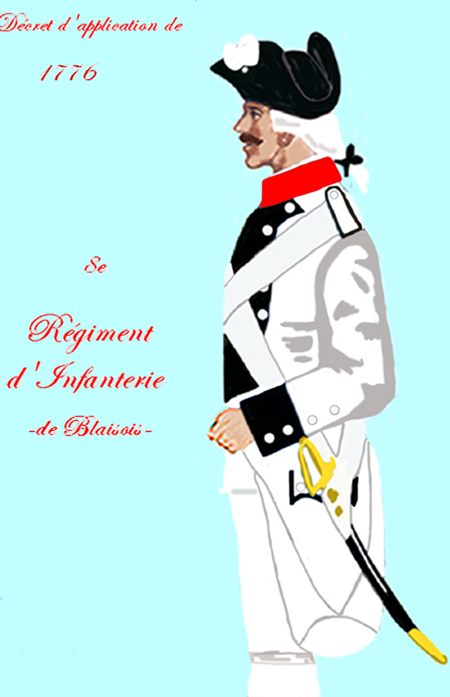
régiment de Blaisois de 1776 à 1779
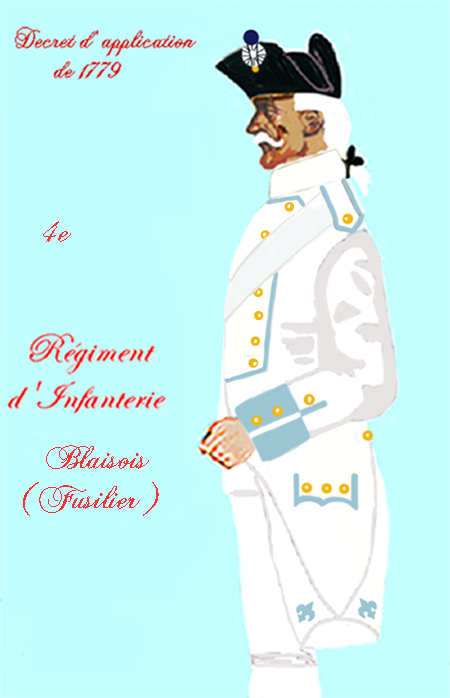
de 1779 à 1786
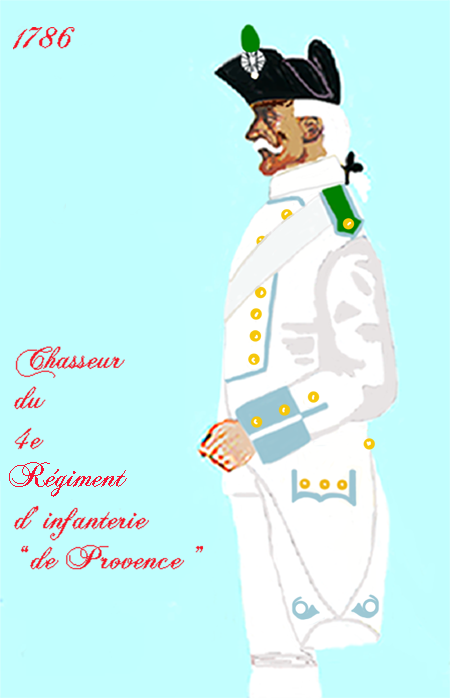
régiment de Provence de 1786 à 1791
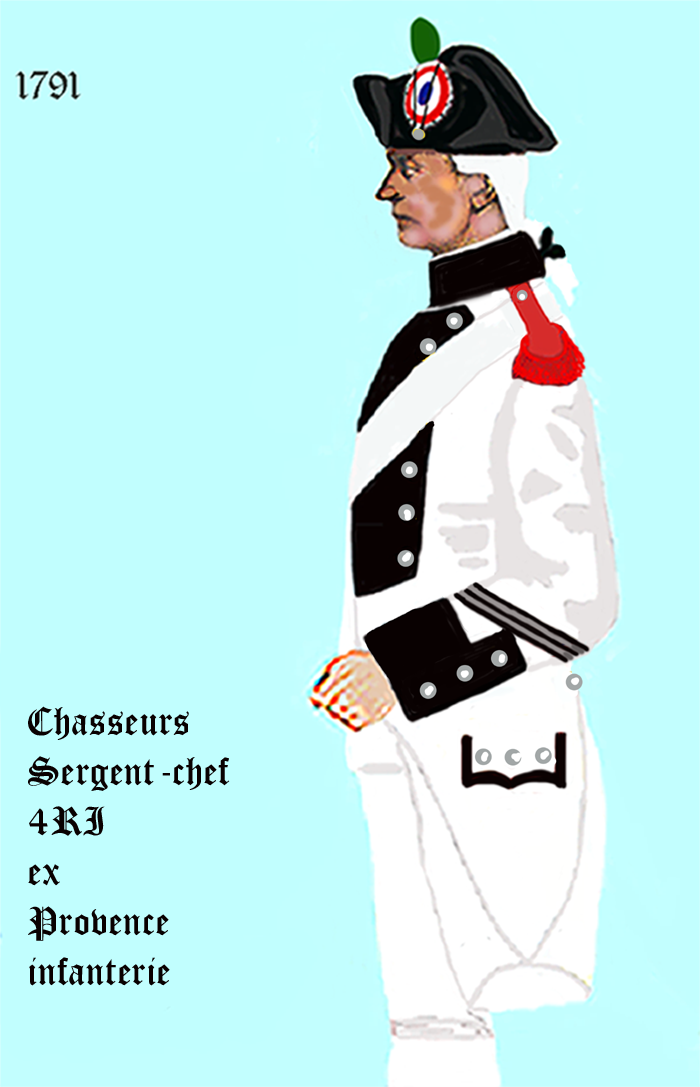
4e régiment d’infanterie de ligne de 1791 à 1794